# Unión de Actores y Actrices
La Unión de Actores y Actrices es el sindicato profesional e independiente creado para la defensa y reivindicación de los intereses de la profesión en el orden cultural, social y laboral en España. Nace con espíritu unitario, representativo, asambleario y democrático, por lo que garantiza la verdadera unión de todos los actores y la fuerza necesaria para lograr una acción justa y eficaz.Agrupa a la mayoría del conjunto de actores de cine, teatro y televisión en España. En la actualidad, cuenta con aproximadamente 2.630 afiliados.
Sus objetivos prioritarios son velar, defender y dignificar la profesión de actor para así poder incidir, de manera positiva, en la creación de una sociedad más justa, cultura libre y no dirigida.

## Historia
Desde los años del franquismo, los actores han luchado siempre por sus derechos: Disminución de los días y horas trabajadas, reclamación de libertad a autores encarcelados por motivos políticos y no criminales o selección de los propios representantes eran algunas de las reivindicaciones que tenían. Como colectivo organizado existió el precedente de la Unión Popular de Artistas.
En el mes de febrero del año 1986, un hecho determinó la decisión de fundar la Unión de Actores y Actrices. En ese entonces, el gabinete de ministros del gobierno del PSOE presidido por Felipe González pretendió aprobar un Decreto que declara que el actor lo es por cuenta propia. El conjunto de intérpretes del país se movilizó en contra de este proyecto y en el mes de junio firmaron el acta notarial para la creación del sindicato.
Al año siguiente (1987) se redactó el Acta Federal de Actores de España con el acuerdo de la Associació d´actors i directors profesionals de Catalunya. De esta manera, la Unión de Actores y Actrices pudo negociar los primeros convenios sobre el mercado audiovisual.
- En el año 1997, el sindicato se manifestó contra la suspensión de la gira de la obra Pelo de tormenta representada por la Compañía del Teatro María Guerrero.
- En el año 1999, el sindicato reivindicó la equiparación de base de los artistas con la del resto de trabajadores y trabajadoras registrados en la seguridad social.
- En el año 2000, se manifestó en desacuerdo con la política de los derechos de imagen en una época en la que se repusieron constantemente trabajos de intérpretes afiliados al sindicato y que vieron como los canales de satélite aprovechan su labor sin recibir nada a cambio.
- En el año 2003, se produjo su pronunciamiento más conocido. cuando se movilizó contra la Invasión de Irak. Ese mismo año, también  contra medidas como el Decretazo enviando en estos casos a algunos representantes a las pertinentes manifestaciones (en este último caso, acudieron en nombre de la Unión de Actores y Actrices Luis Merlo y Pilar Bardem).
- A finales del año 2005, la Unión de Actores y Actrices defendió al elenco teatral de la obra Maribel y la extraña familia (encabezado por Andoni Ferreño) que en esos momentos se encontraba sin cobrar su sueldo.
- A comienzos del año 2006, la Unión de Actores y Actrices convocó una manifestación contra la vigente ley de educación al considerar que la misma margina la cultura y el arte en beneficio de las "asignaturas más pragmáticas".
- En el mes de marzo de 2006, al declarase el alto el fuego de ETA, la Unión de Actores y Actrices publicó el siguiente comunicado de prensa para expresar su posición:

La UNIÓN DE ACTORES DE MADRID, su Junta General y las distintas secretarías que la componen se congratulan del importante paso hacia la pacificación que significa el Alto el Fuego permanente anunciado a partir del 24 de marzo. En nombre del sector de actores y actrices y artistas que representamos, en general trabajadores de la cultura, que es nuestra propia forma de trabajar por la paz, expresamos nuestra esperanza en que el camino de la democracia conduzca a la paz definitiva que todos anhelamos. Una vez más como artistas queremos interpretar con autenticidad el sentir no sólo de quienes representamos en el sector, sino también de la gran mayoría para los que representamos nuestro caudal de sentimientos humanos, muy especialmente el de la esperanza.
- Por las mismas fechas la Unión de Actores y Actrices celebró en Gijón un coloquio bajo la denominación La política cultural vista por los profesionales del sector, en las que se abordaron cuestiones relativas a la relación de los medios de comunicación con el mundo del teatro y al papel de los políticos en la vida cultural.

- En ese mismo año, la Unión de Actores y Actrices creó la Secretaria de la Mujer, que más adelante se denominaría Secretaria de Igualdad, impulsada por Pilar Bardem.

- En el año 2010, el sindicato participó en la creación de una plataforma de las artes escénicas y audiovisuales para luchar contra la subida del IVA.

- En el mes de noviembre de 2015, el Estatuto del Artista, iniciativa impulsada por la Unión de Actores y Actrices, recibió el respaldo de los principales partidos políticos.

- En el año 2016, se realizó la unificación con la Unión de Actores e Intérpretes de Sevilla para crear la sede de la Unión de Actores y Actrices en Andalucía. El sindicato explica su historia de la siguiente manera:

El 26 de abril de 1988 un grupo de actores y actrices andaluces se unieron con la intención de crear una asociación que velara por sus derechos y comenzaron a organizar asambleas con la intención de redactar unos estatutos donde quedaran recogidas las bases de la institución. Así se constituyó el 17 de febrero de 1989 la Unión de Actores de Sevilla. Después de muchos años de implicación para afianzar las iniciativas culturales de Andalucía se llegaron a consolidar proyectos como el Centro Andaluz de Teatro, la Feria de Teatro de Palma del Río, la nueva sede del Instituto del Teatro de Sevilla, etc. Tras colaborar con la Unión de Actores de Málaga e intentar crear una nueva Unión más grande a nivel andaluz y también con el fin de poder incorporar al sector de los bailarines, se decidió en una Asamblea celebrada en Sevilla, el 18 de mayo de 2000, pasar a llamarse Unión de Actores e Intérpretes de Andalucía, para tener representatividad en todo el territorio andaluz y poder tener acceso a la administración autonómica. Desafortunadamente, dicha fusión con Málaga no llegó a realizarse. De 2004 a 2014 celebramos las galas anuales de los Premios de la Unión, premiando a personas u organismo que aportaron sus esfuerzos para impulsar y/o mejorar nuestro sector. En la asamblea extraordinaria del 27 de septiembre de 2016, se aprobó por unanimidad nuestra fusión con la Unión de Actores y Actrices (de ámbito estatal), pasando a ser su Delegación Territorial en Andalucía. Comienza así una nueva etapa ilusionante y llena de proyectos comunes, que promete ser un importante paso a la hora de lograr unificar el sector a nivel global.
- En el mes de marzo del año 2017, la Unión de Actores y Actrices defendió ante el Congreso de los Diputados el Estatuto del Artista. El secretario general del sindicato de Actores y Actrices en aquel entonces, Iñaki Guevara, compareció en el Congreso de los Diputados ante la Subcomisión del Estatuto del Artista y el Trabajador de la Cultura. Meses más tarde, se aprobaría por unanimidad en el hemiciclo el documento del Estatuto del Artista siendo esto un hecho histórico para la Cultura.

- En el año 2019, el sindicato expandió fronteras al llegar a un acuerdo con la Asociación Nacional de Actores de México (ANDA).

- La Unión de Actores y Actrices entró a formar parte del Consejo Estatal de las Artes Escénicas y de la Música en el año 2021.

- Ese mismo año, la Unión se unió a la iniciativa solidaria 'LaValientes' para ayudar a los ciudadanos y ciudadanas de La Palma tras la erupción del volcán en la isla causando grandes daños.

- El año 2022, supuso un punto de inflexión en la Unión de Actores y Actrices puesto que Silvia de Pé fue la primera mujer en ser elegida secretaria general en la historia del sindicato.

## Premios de la Unión de Actores y Actrices
Otro de los objetivos es promocionar aquellos trabajos que en su opinión merecen ser destacados, ya fuesen realizados para el cine, la televisión o el teatro. Para ello, se crean los Premios de la Unión de Actores y Actrices, que reconocen los mejores trabajos interpretativos en cada uno de esos tres ámbitos.
En sus inicios el número de candidaturas es limitado, aunque con el paso de los años, el número de categorías ha aumentado. Por ejemplo, los Premios a los intérpretes de televisión y cine se han diversificado en categorías masculinas y femeninas. Al contar entre sus miembros a varios académicos que votan en los Premios Goya, varios de los intérpretes recompensados se reproducen. Incluso su gala más conocida, la celebrada en el año 2003, sirvió como plataforma para protestar por la participación de España en la Invasión de Irak, al igual que ocurre en la ceremonia de los Premios Goya dirigida semanas antes por Andrés Lima.

### Historia de los Premios

#### 1991 - 2001
Originalmente, se crearon unos Premios que reconocen los trabajos de los intérpretes protagonistas y secundarios sin distinguir entre actores y actrices. Hasta el año 1996, las categorías premiadas eran las siguientes:
- Premio a Toda una vida.
- Mejor interpretación protagonista de cine.
- Mejor interpretación secundaria de cine.
- Mejor interpretación protagonista de televisión.
- Mejor interpretación secundaria de televisión.
- Mejor interpretación protagonista de teatro.
- Mejor interpretación secundaria de teatro.
- Mejor interpretación revelación.
- Premio Especial de la Unión de Actores y Actrices.

En 1996, a las categorías anteriores se les unen las siguientes:
- Mejor interpretación de reparto de cine.
- Mejor interpretación de reparto de televisión.
- Mejor interpretación de reparto de teatro.

#### 2002 - Actualidad
En el año 2002, la junta del sindicato de actores decidió separar los Premios, premiando las categorías tanto masculinas como femeninas. Desde entonces, las categorías quedan como siguen:
- Mejor actriz protagonista de cine.
- Mejor actriz secundaria de cine.
- Mejor actriz de reparto de cine.
- Mejor actor protagonista de cine.
- Mejor actor secundario de cine.
- Mejor actor de reparto de cine.
- Mejor actriz protagonista de teatro.
- Mejor actriz secundaria de teatro.
- Mejor actriz de reparto de teatro.
- Mejor actor protagonista de teatro.
- Mejor actor secundario de teatro.
- Mejor actor de reparto de teatro.
- Mejor actriz protagonista de televisión.
- Mejor actriz secundaria de televisión.
- Mejor actriz de reparto de televisión.
- Mejor actor protagonista de televisión.
- Mejor actor secundario de televisión.
- Mejor actor de reparto de televisión.
- Mejor actriz revelación.
- Mejor actor revelación.
- Premio a Toda una vida.
- Premio Especial de la Unión de Actores y Actrices.

Entre los años 2004 y 2019 respectivamente, a las categorías anteriores se les sumaron las siguientes:
- Premio Mujeres en Unión-Pilar Bardem.
- Mejor actor en producción internacional.
- Mejor actriz en producción internacional.

## Ediciones
| Edición | Año         | Entrega |
| ------- | ----------- | ------- |
| I       | 1991        | 1992    |
| II      | 1992        | 1993    |
| III     | 1993        | 1994    |
| IV      | 1994        | 1995    |
| V       | 1995        | 1996    |
| VI      | 1996        | 1997    |
| VII     | 1997        | 1998    |
| VIII    | 1998        | 1999    |
| IX      | 1999        | 2000    |
| X       | 2000        | 2001    |
| XI      | 2001        | 2002    |
| XII     | 2002        | 2003    |
| XIII    | 2003        | 2004    |
| XIV     | 2004        | 2005    |
| XV      | 2005        | 2006    |
| XVI     | 2006        | 2007    |
| XVII    | 2007        | 2008    |
| XVIII   | 2008        | 2009    |
| XIX     | 2009        | 2010    |
| XX      | 2010        | 2011    |
| XXI     | 2011        | 2012    |
| XXII    | 2012        | 2013    |
| XXIII   | 2013        | 2014    |
| XXIV    | 2014        | 2015    |
| XXV     | 2015        | 2016    |
| XXVI    | 2016        | 2017    |
| XXVII   | 2017        | 2018    |
| XXVIII  | 2018        | 2019    |
| XXIX    | 2019        | 2020    |
| XXX     | 2020 - 2021 | 2022    |
| XXXI    | 2022        | 2023    |
| XXXII   | 2023        | 2024    |

## Estadísticas
Actores más nominados
- Carlos Hipólito: 17 nominaciones.
- Víctor Clavijo: 15 nominaciones.
- Javier Cámara: 14 nominaciones.
- Antonio de la Torre: 13 nominaciones.
- Javier Bardem: 12 nominaciones.
- Asier Exteandía: 10 nominaciones.
- Pedro Casablanc: 10 nominaciones.
- Imanol Arias: 9 nominaciones.
- Raúl Arévalo: 9 nominaciones.
- Roberto Enríquez: 8 nominaciones.
- Javier Gutiérrez: 8 nominaciones.
- Alberto San Juan: 8 nominaciones.

Actrices más nominadas
- Blanca Portillo: 18 nominaciones.
- Penélope Cruz: 15 nominaciones.
- Adriana Ozores: 13 nominaciones.
- Inma Cuevas: 12 nominaciones.
- Nathalie Poza: 12 nominaciones.
- Ana Wagener: 11 nominaciones.
- Susi Sánchez: 10 nominaciones.
- Candela Peña: 10 nominaciones.
- Aitana Sánchez-Gijón: 9 nominaciones.
- Carmen Machi: 8 nominaciones.
- Alicia Borrachero: 8 nominaciones.

Actores más premiados
- Carlos Hipólito: 8 premios.
- Víctor Clavijo: 7 premios.
- Javier Bardem: 7 premios.
- Antonio de la Torre Martín: 6 premios.
- Pedro Casablanc: 5 premios.
- Javier Cámara: 5 premios.
- Asier Exteandía: 5 premios.
- Luis Callejo: 5 premios.
- Javier Gutiérrez: 4 premios.
- Juan Diego: 4 premios.
- Emilio Gutiérrez Caba: 4 premios.
- Manolo Solo: 4 premios.
- Pepe Viyuela: 4 premios.
- Fernando Valverde: 4 premios.
- Julián Villagrán: 4 premios.

Actrices más premiadas
- Blanca Portillo: 7 premios.
- Inma Cuevas: 6 premios.
- Carmen Machi: 6 premios.
- Candela Peña: 6 premios.
- Susi Sánchez: 6 premios.
- Nathalie Poza: 5 premios.
- Petra Martínez: 5 premios.
- Penélope Cruz: 4 premios.
- Elvira Mínguez: 4 premios.
- Amparo Baró: 4 premios.
- Malena Alterio: 4 premios.
- Ana Wagener: 4 premios.
- Adriana Ozores: 4 premios.

Actores/actrices más nominados y no premiados
- Imanol Arias: 9 nominaciones.
- Alberto San Juan: 8 nominaciones.
- Luis Rallo: 7 nominaciones.
- Unax Ugalde: 6 nominaciones.
- Alexandra Jiménez: 6 nominaciones.
- Ana Belén: 5 nominaciones.
- Israel Frías: 5 nominaciones.
- Marta Etura: 5 nominaciones.
- Najwa Nimri: 4 nominaciones.
- Nuria Espert: 4 nominaciones.
- Paz Vega: 4 nominaciones.
- Miguel Ángel Silvestre: 4 nominaciones.
- Lluvia Rojo: 4 nominaciones.
- Jaime Blanch: 4 nominaciones.
- Ernesto Alterio: 4 nominaciones.
- Ana Gracia: 4 nominaciones.
- Ana Duato: 4 nominaciones.
- Joaquín Notario: 4 nominaciones.
- Antonio Resines: 4 nominaciones.